# 鉄砲玉のおきん
鉄砲玉のおきん（てっぽうだまのおきん）は必殺シリーズの『必殺仕置人』『暗闇仕留人』の登場人物の一人。野川由美子が演じた。

## キャラクター
姉御肌で、気風のよい人物。自称「江戸っ子」だが、飛州高山壬生川村の出身。念仏の鉄（山﨑努）、棺桶の錠（沖雅也）、おひろめの半次（津坂匡章、現：秋野太作）とともに観音長屋の住人であるが、闇の御前の陰謀を暴くのに関わった末に彼らや北町奉行所の定町廻り同心 中村主水（藤田まこと）とともに仕置人となる。『仕置人』最終回で、仕置人グループは解散したが半次とどこかで再会して『仕留人』第1話で主水と再会。主水、半次、糸井貢（石坂浩二）、村雨の大吉（近藤洋介）とともに仕留人グループを結成する。
表の稼業は仕置人時代は掏摸（スリ）、仕留人時代は半次とともに街中で怪しい商売をして日銭を稼いでいた。裏稼業は主に、半次と密偵や依頼人の交渉と仕置の囮役を請け負った。金銭にがめついが情に脆いところがある。『仕置人』では錠に惚れているが本人からは全く相手にされておらず、それどころか仲間からは女性として見て貰えない。『仕留人』第9話では惚れた男と所帯を持つ為に裏稼業からの足抜けを考えたことがある。
『仕留人』最終回で貢の最期を看取った、おきんは雪が降りしきる江戸を一人で去っていった。それ以降は登場していないが、『必殺仕置長屋 一筆啓上編』第1話では名前のみ登場し、同作の時点で存命中であることが明かされている。

## 演者と役柄について
- 野川由美子は必殺シリーズ第1作『必殺仕掛人』から、第4作『暗闇仕留人』まで、津坂匡章とともに連続出演しており、シリーズの繋がりを示していた。おきんは後のシリーズの作品で多く登場する女性密偵の雛形であるといえる。
- おきんは「江戸っ子」の設定で台詞も江戸弁だが演じた野川は京都出身で、おきんも『仕置人』で京言葉を話したことがある[3]。
- 野川は第7作『必殺仕業人』第24話で「必殺シリーズ通算200回記念」に際し、当シリーズで共演した沖雅也、三島ゆり子、田村高廣、中谷一郎、石坂浩二と共にカメオ出演している[4]。